# Didymus (musicoloog)
Didymus (ca. 80 v.Chr. - ca. 10 v.Chr. was een Griekse geleerde en musicoloog uit Alexandrië. Hij maakte een studie van de stemming zoals Pythagoras deze voorstond en van die van Aristoxenos. Zijn werk op muziekgebied is slechts indirect overgeleverd door Porphyrius en Ptolemaeus.
Didymus maakte al, net als voor hem Archytas, gebruik van de reine grote terts, en paste deze als eerste toe in het diatonische toonstelsel. De reine grote terts ontstaat dan als stapeling van een grote hele toonafstand (9:8) en een kleine (10:9), en heeft dus de verhouding: 5:4. Het verschil met een stapeling van twee grote hele toonafstanden: (9/8)2 = 81:64 bedraagt 81:80. Dit verschil staat bekend als het didymische komma en is later naar Didymus genoemd. Het is een verschil van 21,5 cent ofwel iets meer dan 1/5 van een halve toon.